# Кухсар
Кухсар (перс. کوهسار‎), известен также как Чендар — небольшой город на севере Ирана, в остане Альборз. Входит в состав шахрестана Саводжболаг.

## География
Город находится в центральной части Альборза, к югу от хребта Эльбурс, на расстоянии приблизительно 12 километров к северо-западу от Кереджа, административного центра провинции. Абсолютная высота — 1394 метра над уровнем моря.

## Население
По данным переписи 2006 года население города составляло 7757 человек (3949 мужчин и 3808 женщин). В Кухсаре насчитывалось 2075 семей. Уровень грамотности населения составлял 78,11 %. Уровень грамотности среди мужчин составлял 81,11 %, среди женщин — 75 %.